# Jacksonville (Oregon)
Jacksonville est une ville américaine située dans le comté de Jackson dans l’État de l'Oregon. En 2010, sa population était de 2 785 habitants.
C'est la ville natale de Bernice Cameron, engagée dans la marine américaine durant la première guerre mondiale et responsable d'un bureau de poste pendant 30 ans au début du XXe siècle.

## Source de la traduction
- (en) Cet article est partiellement ou en totalité issu de l’article de Wikipédia en anglais intitulé « Jacksonville, Oregon » (voir la liste des auteurs).